# Institut britannique et irlandais de musique moderne
Pour les articles homonymes, voir BIMM.
L'Institut britannique et irlandais de musique moderne (BIMM) est une université privée spécialisée dans la musique, le cinéma, les arts du spectacle et les technologies créatives. Fondé en 2001 sous le nom de Brighton Institute of Modern Music, elle change de nom pour devenir le British and Irish Modern Music Institute en 2011 lors de l'ouverture de son campus de Dublin, avant d'être abrégé en BIMM Institute en 2018.

## Histoire
Le BIMM est fondé en 2001 par Damian Keyes, Kevin Nixon, Bruce Dickinson et Sarah Clayman, qui ont ensuite vendu l'institut à Sovereign Capital en mars 2010. L'université est divisée en quatre écoles académiques : BIMM Music Institute, Institute for Contemporary Theatre, Screen and Film School et Performers College. Les cours sont dispensés dans huit campus situés dans des villes du Royaume-Uni, d'Irlande et d'Allemagne. En 1983, Francis Seriau a fonde Drumtech, qui devient par la suite Tech Music School. En 2010, le BIMM acquiert Tech Music School London et en 2014, Tech Music School change de nom pour devenir le BIMM London.
Le BIMM est racheté par Intermediate Capital Group en 2020,. Le statut d'université lui est accordé en 2022, et son nom est remplacé par le nom actuel. En raison de l'évolution de la demande des étudiants, BIMM Hambourg ferme à la fin de l'année académique 2023.